# Paicu, Cahul
Paicu este un sat în cadrul comunei Zîrnești, raionul Cahul, Republica Moldova.

## Demografie

### Structura etnică
Structura etnică a localității conform recensământului populației din 2004:
| Grup etnic                                               | Populație | % Procentaj  |
| -------------------------------------------------------- | --------- | ------------ |
| Băștinași declarați Moldoveni Băștinași declarați Români | 465 1     | 92,08% 0,20% |
| Bulgari                                                  | 30        | 5,94%        |
| Ucraineni                                                | 5         | 0,99%        |
| Găgăuzi                                                  | 3         | 0,59%        |
| Ruși                                                     | 1         | 0,20%        |
| Total                                                    | 505       |              |

## Personalități
- Veta Ghimpu-Munteanu, autor, solistă a ansamblului etnofolcloric Tălăncuța
- Maricica Munteanu, redactor-prezentator la Compania publică Teleradio-Moldova